# Brandon Spearman
Brandon Lloyd Spearman (Paragould, 13 luglio 1989) è un cestista statunitense.